# Фритце, Вильгельм
Вильгельм Генрих Фритце (нем. Wilhelm Heinrich Fritze; 7 февраля 1842, Бремен — 7 октября 1881, Штутгарт) — немецкий композитор и пианист.
Учился в Бремене у Эдуарда Соболевского, затем в 1858—1861 гг. в Лейпцигской консерватории и наконец в Берлине у Ганса фон Бюлова и К. Ф. Вейцмана. После гастрольных поездок по Франции и Италии в 1866 г. обосновался в Глогау, а затем в 1867—1877 гг. руководил Певческой академией в Лигнице. После этого вернулся в Берлин, чтобы усовершенствовать своё знание теории и композиции под руководством Фридриха Киля. С 1879 г. жил и работал в Штутгарте.
Написал оратории «Давид» и «Фингал», симфонию «Времена года», скрипичный и фортепианный концерты, ряд хоровых, вокальных (в том числе три песни из «Фауста» Гёте) и инструментальных сочинений.
Биографию Фритце опубликовал Роберт Мусёл (1883).